# L'Idiot (film, 1958)
Pour les articles homonymes, voir Idiot.
L'Idiot (Идиот) est un film soviétique réalisé par Ivan Pyriev, et sorti en 1958.
Il s'agit d'une adaptation cinématographique du roman éponyme de Dostoïevski publié en 1869. Ce film obtint un grand succès en Union soviétique puisque 31 millions de spectateurs le virent à sa sortie. Il obtint le deuxième prix au festival de toute l'Union à Kiev en 1959, le prix du meilleur film de l'année 1958 de la part du journal Sovetski ekran. Il est primé au festival international du film d'Édimbourg en 1959. 
Le film reprend la première partie du roman, jusqu'à la fuite de Nastassia Philippovna avec Rogojine. Le réalisateur et scénariste Ivan Pyriev n'ayant pas obtenu l'accord de Youri Yakovlev pour jouer dans l'adaptation de la seconde partie, celle-ci n'a donc jamais été tournée.

## Synopsis
A son retour à Saint-Pétersbourg d'un asile en Suisse, le prince Mychkine est séduit par la charmante jeune Aglaé, fille d'un père riche. Mais son émotion la plus profonde va pour la dévergondée Nastasia. Les choix que tous sont obligés de faire conduisent à une grande tragédie.

## Fiche technique
- Titre : L'Idiot
- Titre original : Идиот
- Production : Mosfilm, 1958
- Langue : russe
- Réalisation : Ivan Pyriev
- Scénario : Ivan Pyriev, adapté de la première partie du roman L'Idiot de Dostoïevski
- Musique : Nikolaï Krioukov
- Directeur de la photographie : Valentin Pavlov
- Directeur artistique : Stalen Volkov
- Texte des chansons : Mikhaïl Matoussovski

## Distribution
- Youri Yakovlev : prince Léon Mychkine
- Ioulia Borissova : Nastassia Philippovna
- Léonid Parkhomenko : Parphion Rogojine
- Raïssa Maximova : Aglaé Epantchine
- Nikita Podgorny : Gania Ivolguine
- Vera Pachennaïa : générale Epantchine
- Raïssa Kourkina : Adélaïde Epantchine[réf. nécessaire]
- Klavdia Polovikova : Nina Alexandrovna Ivolguine